# Трансформърс: Първият
„Трансформърс: Първият“ (на английски: Transformers One) е анимационен научнофантастичен екшън филм от 2024 г., базиран на линията играчки от „Хасбро“. Режисиран от Джош Кули, ансамбловият озвучаващ състав се състои от Крис Хемсуърт, Брайън Тайри Хенри, Скарлет Йохансон, Кийгън-Майкъл Кий, Стив Бусеми, Лорънс Фишбърн и Джон Хам. Филмът описва произхода и ранната връзка между Оптимус Прайм и Мегатрон и как завинаги променят вярата на Кибертрон, родната планета на Трансформърите. Това е първият анимационен филм на поредицата след „Трансформърс: Филмът“ (1986).
През март 2015 г. след премиерата на „Трансформърс: Ера на изтребление“ (2014), „Парамаунт Пикчърс“ постави задача на Акива Голдсман да работи с Майкъл Бей, Стивън Спилбърг и Лоренцо ди Бонавентура, които създават идеи за потенциалните бъдещи филми на „Трансформърс“. През май 2015 г. Андрю Барър и Габриел Ферари се присъединяват в стаята на сценаристите, тогава се ражда идеята анимационната прелюдия да се развива в Кибертрон. Филмът е обявен през август 2017 г. и през април 2020 г. Кули е нает да режисира. Заглавието и озвучаващият състав са разкрити през април 2023 г. Анимационните услуги са осигурени в „Индустриал Лайт анд Маджик“.
Премиерата на филма се състои в Сидни, Австралия на 11 септември 2024 г., и излиза по кината в Съединените щати на 20 септември в разпространение от „Парамаунт Пикчърс“.

## Актьорски състав
- Крис Хемсуърт – Ориън Пакс / Оптимус Прайм[6][7]
- Брайън Тайри Хенри – Д-16 / Мегатрон[6][8]
- Скарлет Йохансон – Елита[6]
- Кийгън-Майкъл Кий – Б-127 / Бъмбълби[6]
- Стив Бусеми – Старскрийм[1][9]
- Лорънс Фишбърн – Алфа Трион[6]
- Джон Хам – Сентинел Прайм[6]
- Айзък С. Синглтън-мл – Даркуинг[10]
- Ванеса Лигуори – Еърахнид[10]
- Джейсън Конописос-Алварез – Шокуейв[10]
- Джон Бейли – Саундуейв[10]
- Евън Майкъл Лий – Джаз[10]
- Джини Чунг – Арси, Хромия
- Джош Кули – Скайуорп

## Кастинг
Озвучаващият състав във филма е обявен в „СинемаКон“ през април 2023 г. и включва Крис Хемсуърт и Браян Тайри Хенри като съответните млади версии на Оптимус Прайм и Мегатрон, заедно с Скарлет Йохансон, Кийгън-Майкъл Кий, Джон Хам и Лорънс Фишбърн. През април 2024 г. Стив Бусеми, който преди озвучава Дейтрейдър в „Трансформърс: Последният рицар“, е добавен като злодей във филма.
Филмът отбелязва първия анимационен филм на Хемсуърт. Актьорът се присъединява в проекта, след като е впечатлен от сценария. Хемсуърт не използва обикновения си глас за Оптимус Прайм.

## Анимация
„Индустриал Лайт анд Маджик“, който осигурява визуалните ефекти за игралните филми на поредицата „Трансформърс“, се завръща да поддържа анимацията за филма. Филмът е в постпродукция през февруари 2024 г..

## Премиера
Филмът се екранизира в анимационния фестивал „Анси“ на 10 юни 2024 г. Премиерата се състои в Сидни, Австралия на 11 септември 2024 г. и излиза по кината в Съединените щати на 20 септември. Той първоначално е насрочен да излезе на 19 юли 2024 г., после датата е променена на 13 септември, а накрая е преместен с една седмица, за да не се конкурира с „Бийтълджус Бийтълджус“.

## В България
В България филмът излиза по кината на същата дата в разпространение от „Форум Филм България“.